# Louise Hoffsten live med Folkoperans orkester
Louise Hoffsten live med Folkoperans orkester är ett livealbum med Louise Hoffsten från 2003.

## Låtlista
| Nr           | Titel                          | Längd   |
| ------------ | ------------------------------ | ------- |
| 1.           | The Big Bang                   | 3:21    |
| 2.           | Dricka te med dig              | 4:38    |
| 3.           | Sweet Poison                   | 3:38    |
| 4.           | Never Gonna Be Your Lady       | 4:16    |
| 5.           | Sockerkompis                   | 4:23    |
| 6.           | Så ödsligt molnen på himlen gå | 4:14    |
| 7.           | Happy For The Blues            | 3:13    |
| 8.           | From Green To Blue             | 4:14    |
| 9.           | Seduction Of Sweet Louise      | 4:24    |
| 10.          | En låda med masker             | 3:47    |
| 11.          | Nowhere In This World          | 4:44    |
| 12.          | Let The Best Man Win           | 4:13    |
| 13.          | Dance On Your Grave            | 5:37    |
| 14.          | Om dagen vid mitt arbete       | 5:29    |
| Total längd: | Total längd:                   | 1:00:11 |